# Sakai Tadakiyo
Sakai Tadakiyo est un nom japonais traditionnel ; le nom de famille (ou le nom d'école), Sakai, précède donc le prénom (ou le nom d'artiste).
Sakai Tadakiyo (酒井 忠清) (29 novembre 1624 - 4 juillet 1681), aussi connu sous le nom Uta-no-kami, est un daimyō (seigneur féodal) dans la province de Kōzuke et un conseiller et fonctionnaire de haut-rang du shogunat Tokugawa au début de l'époque d'Edo de l'histoire du Japon.
Les Sakai font partie des clans de daimyo appelés fudai ou clans « de l'intérieur » composés de vassaux et d'alliés héréditaires du clan Tokugawa, par opposition aux clans tozama ou clans « de l'extérieur ».

## Généalogie du clan Sakai
Tadakiyo est membre de la principale branche des Sakai.
Le clan Sakai fudai apparaît au XIVe siècle dans la province de Mikawa. Les Sakai prétendent descendre de Minamoto Arichika. Celui-ci a deux fils : l'un d'eux, Yasuchika, prend le nom de Matsudaira, et l'autre fils, Chikauji, celui de Sakai et cet ancêtre samouraï est à l'origine du nom de ce clan.
Sakai Hirochika, fils de Chikauji, a deux fils et leurs descendants donnent naissance aux deux principales branches du clan Sakai. Le fils cadet de Hirochika, Sakai Masachika, sert plusieurs chefs du clan Tokugawa—Nobutada, Kiyoyasu et Hirotada et en 1561, Masachika est désigné seigneur du château de Nishio à Mikawa.
Sakai Sigetada, fils de Masachika, reçoit pour fief le domaine de Kawagoe dans la province de Musashi en 1590 et en 1601 est transféré au domaine d'Umayabashi dans la province de Kōzuke.
En 1634, Sakai Tadakatsu (1587–1662), fils de Sigetada, est transféré au domaine d'Obama dans la province de Wakasa dans lequel ses descendants demeurent jusqu'à l'ère Meiji. Dans un geste destiné à montrer une faveur spéciale aux Sakai, le deuxième shogun, Hidetada, permet l'utilisation de son tada personnel dans le prénom Tadakatsu.
Le chef de cette lignée du clan est anobli comme « comte » dans le cadre du système nobiliaire sakoku mis en place au cours de l'ère Meiji.

## Biographie
Tadayiko sert sous le shogun Tokugawa Ietsuna comme rōjū (principal conseiller) de 1653 à 1666 et comme tairō, chef du conseil des rōjū de 1666 à 1680.
Généralement considéré aujourd'hui comme complaisant et corrompu, sa politique (ou l'absence de celle-ci) passe généralement pour être à l'origine du passage à l'hédonisme et à la débauche qui caractérisent l'ère Genroku (1688-1704). Bien qu'âge d'or pour les arts, cette époque est considérée par la génération suivante de fonctionnaires comme une période d'immoralité, d'irrégularités et d'excessive extravagance.
Au moment où Tadakiyo devient rōjū en 1666, la plupart des politiciens compétents et solides qui auraient pu s'opposer à lui, tels que Matsudaira Nobutsuna sont morts. Abe Tadaaki demeure son seul critique important, jusqu'à sa mort en 1671. Tadaaki réprimande constamment Tadakiyo pour son faible sens d'une bonne politique et sa nature désinvolte. Il accuse Tadakiyo de corruption passive et de gestion des situations au cas par cas, sans aucun sens de la politique ou de progression vers un objectif général. Tadakiyo est également critiqué par un certain nombre de daimyō, dont un membre du clan Ikeda de la province d'Okayama, qui le met en garde contre les mauvaises conditions et le mécontentement dans les provinces, et la menace de révolte paysanne.
De 1658 à 1674, Tadakiyo prend un intérêt personnel dans les affaires du clan Date de Sendai, et en particulier dans l'incident Date, un conflit de succession désormais célèbre dans le clan relativement à la direction de la famille et au rôle de daimyō. Tadakiyo est ami avec Date Tadamune, l'ancien daimyo du clan, dont le fils Date Tsunamune est arrêté en 1660 et forcé de se retirer de ses fonctions sur des accusations d'ivresse et la débauche. Les régents qui s'occupent de son successeur, Date Tsunamura, le fils encore enfant de Tsunamune, sont ensuite accusés à leur tour de corruption et de mauvaise gouvernance. Cet élément de l'affaire traîne pendant dix ans avant que Tadakiyo ne convoque les parties clés impliquées à Edo afin de procéder à une enquête officielle. Finalement un obligé Sendai est tué par un autre obligé du clan, lequel est tué par les gardes du tairō.
Certains historiens pensent que Tadakiyo aurait pu, et aurait dû, s'occuper de fond en comble de l'affaire des années plus tôt et jugent donc probable qu'il prenait des pots-de-vin des régents de Tsunamura, qui cherchaient à se sortir de la situation et éviter toute action entreprise contre eux.
Quand le shogun Ietsuna meurt en 1680, Tadakiyo suggère que son successeur soit choisi au sein des maisons princières de la famille impériale. Cela contrarie très fortement le rōjū Hotta Masatoshi, nommé l'année précédente, et qui rejette catégoriquement cette tentative évidente de la part de Tadakiyo de s'emparer du pouvoir pour lui-même. Rōjū et tairō exercent un pouvoir considérable, mais ne sont pas destinés à contrôler la succession shogunale, car cela impliquerait également la possibilité de prendre le pouvoir sur le shogun lui-même. Tadakiyo démissionne de son poste et Tokugawa Tsunayoshi, le frère cadet de Ietsuna, est installé le lendemain, qui nomme Masatoshi comme successeur de Tadakiyo au poste de tairō. Tadakiyo meurt l'année suivante.